# Robin Meade
Pour les articles homonymes, voir Meade.

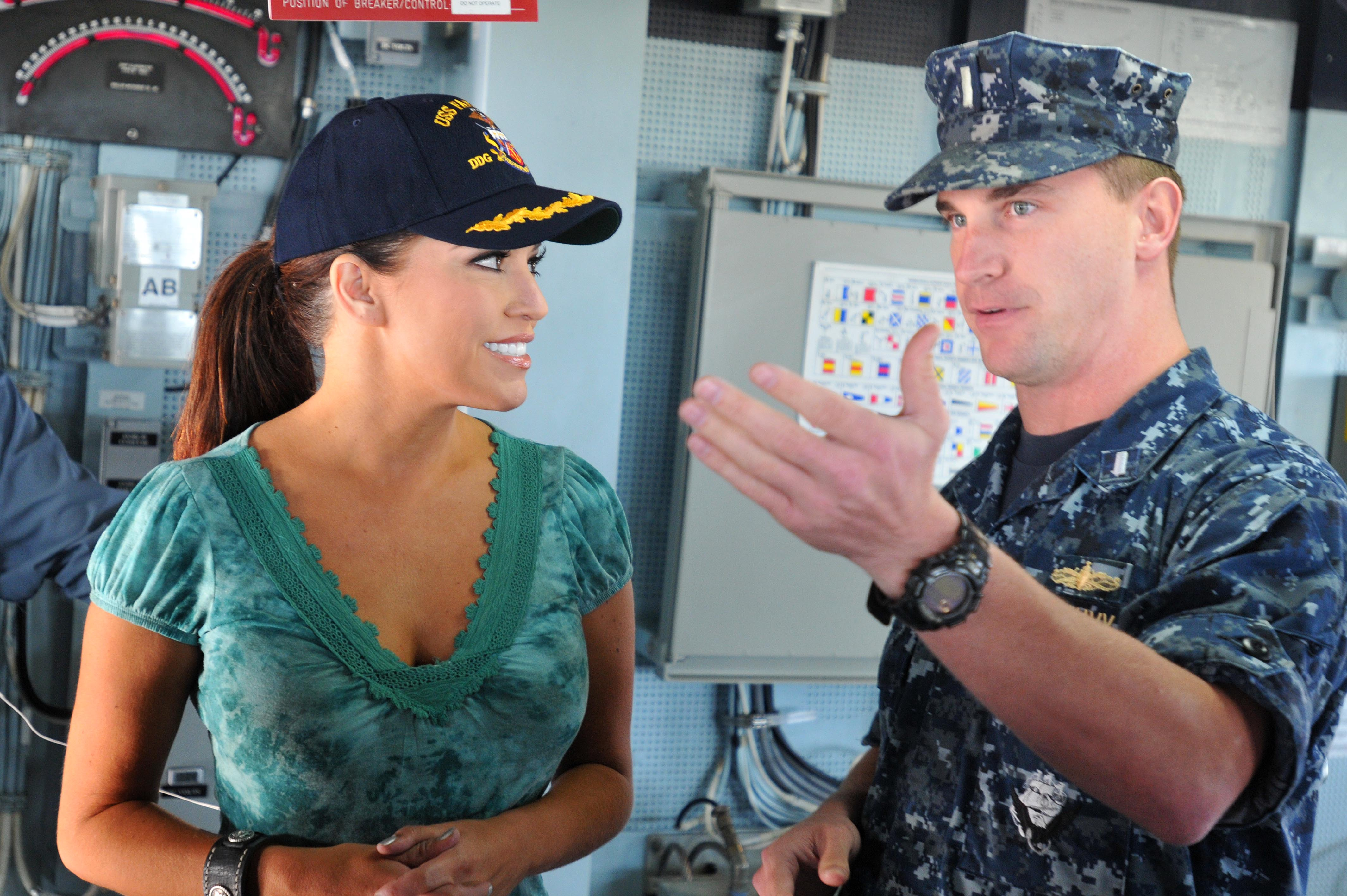
Mead et US Navy

Robin Meade, née le 21 avril 1969, est une journaliste et présentatrice de nouvelles américaine. Elle anime depuis 2005 Morning Express with Robin Meade, la matinale quotidienne de la chaîne d'information en continu HLN. 
Elle a commencé sa carrière dans le journalisme en tant que reporter pour la chaîne de télévision WMFD-TV (en), à Mansfield dans l'Ohio.
Ancienne Miss Ohio (en) 1992, elle se classe la même année parmi des dix finalistes du concours de beauté Miss America.